# Villalba de la Sierra
Villalba de la Sierra ist ein Ort und eine zentralspanische Gemeinde (municipio) mit 561 Einwohnern (Stand: 2024) im Norden der Provinz Cuenca in der Autonomen Region Kastilien-La Mancha. Die Gemeinde besteht neben dem Hauptort Villalba de la Sierra aus der Ortschaft Poblado del Salto de Villalba und dem Neubaugebiet Los Perales.

## Lage und Klima
Villalba de la Sierra liegt auf der Westseite des Iberischen Gebirges in einer Höhe von ca. 1000 m am Río Júcar. Die Provinzhauptstadt Cuenca befindet sich gut 20 Kilometer (Fahrtstrecke) südsüdwestlich. Das Klima im Winter ist gemäßigt, im Sommer dagegen warm bis heiß. Regen (698 mm/Jahr) fällt das ganze Jahr über.

## Bevölkerungsentwicklung
| Jahr      | 1970 | 1981 | 1991 | 2001 | 2011 | 2021 |
| Einwohner | 719  | 523  | 538  | 600  | 553  | 476  |

## Sehenswürdigkeiten
- Kirche Mariä Geburt (Iglesia de la Natividad de Nuestra Señora)

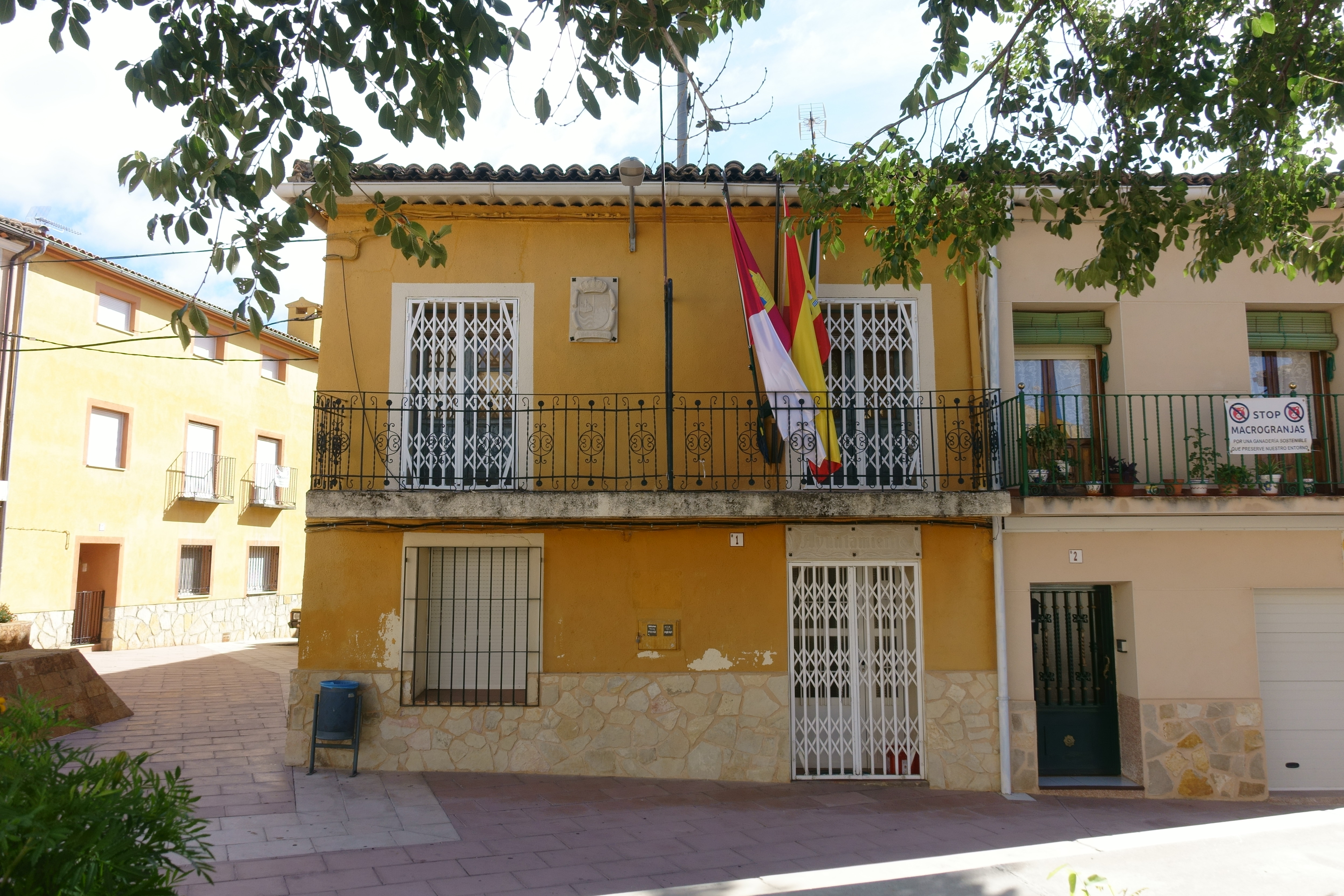
Rathaus
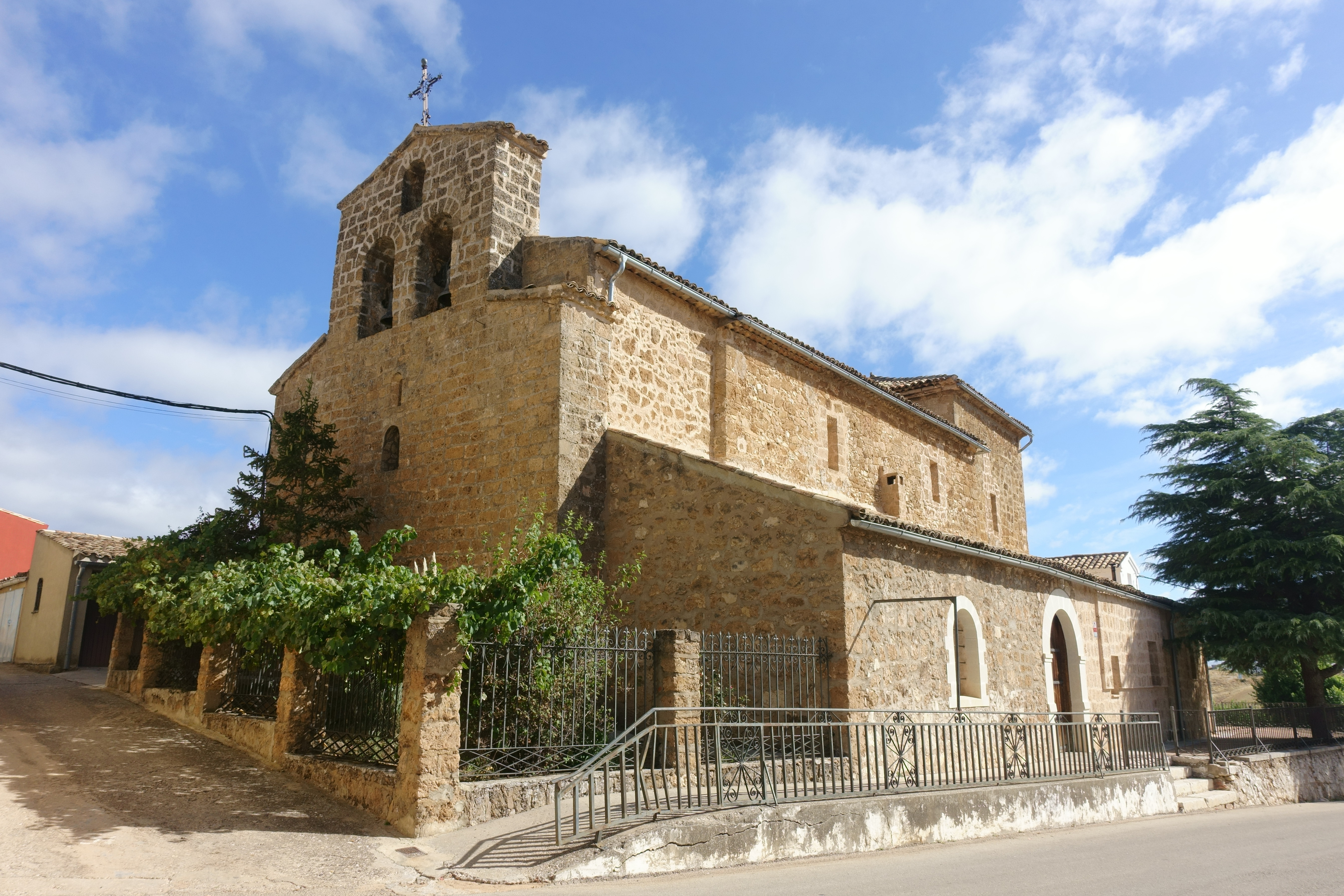
Kirche Mariä Geburt

## Persönlichkeiten
- Juan de Orea (1525–1581), Bildhauer und Architekt